# Point G
Pour l’article homonyme, voir Le Point G.
 (janvier 2021).

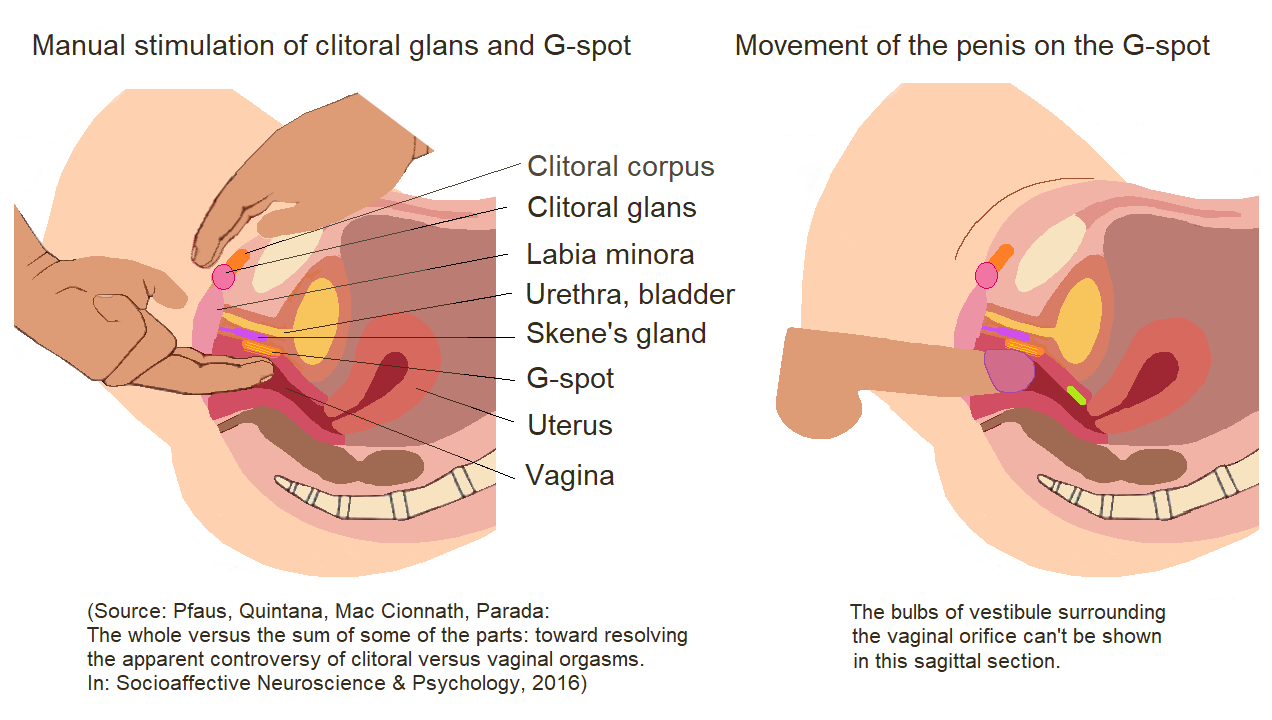
La zone G, zone érogène située à l'intérieur du vagin de nombreuses femmes, est une zone de tissu érectile mesurant quelques centimètres carrés. Dans le langage courant, on l'appelle aussi point G.

Le point G ou point de Gräfenberg (noms donnés en hommage à Ernst Gräfenberg, gynécologue allemand) est une zone érogène hypothétique de la paroi antérieure du vagin, de forme bulbeuse, mesurant moins d'un centimètre de diamètre, et qui, par la stimulation, accroît sa taille.
L'existence du point G ne fait pas l'objet d'un consensus dans la communauté scientifique. Les observations médicales à son sujet restent anecdotiques et les études de cas, effectuées sur la base d'un petit nombre de sujets, sont rarement soutenues par des études anatomiques et biochimiques.
Comme il n'existe pas actuellement d'étude ayant comparé et évalué l'importance relative des différentes possibilités de sensibilité érogène du vagin et du point G, il est difficile de conclure. La seule certitude est que le vagin possède des zones, le plus souvent sur sa paroi antérieure, dont la stimulation tactile est intensément érogène et peut conduire à l'orgasme. L'hypothèse actuellement la plus crédible est que sa surface la plus sensible corresponde à la zone de contact avec la partie interne du clitoris.

## Anatomie
Les structures qui pourraient correspondre au point G ne sont pas connues avec précision. L'érogénéité d'un éventuel point G pourrait provenir soit :
- de l'innervation intrinsèque du vagin, en particulier de sa paroi antérieure,
- des parties internes du clitoris (qui entourent le conduit vaginal),
- du col de l'utérus[5],
- d'autres structures connexes (sphincter de l'urètre, glandes de Skene et fascia de Halban),
- Soit d'une combinaison de ces possibilités.

Les structures connexes seraient le sphincter urétral, les glandes de Skene et le fascia de Halban. Ces deux dernières structures, et surtout le fascia d'Halban, pourraient correspondre au controversé point G.
En 2012, le gynécologue américain Adam Ostrzenski prétend avoir trouvé la première preuve de l'existence de structures anatomiques du point G au cours de la dissection de la paroi intérieure du vagin d'un cadavre lors d'une autopsie. Ces structures bien délimitées (longueur: 8,1 mm ; largeur : 1,5 à 3,6 mm ; hauteur : 0,4 mm) situées sur la membrane périnéale, à 16,5 mm de la partie supérieure de l'orifice de l'urètre et formant un angle de 35° par rapport à la partie latérale de celui-ci, seraient constituées d'un tissu érectile très innervé. Ces conclusions restent critiquées, notamment la présence à ce niveau de terminaisons nerveuses, le rôle excitatoire de ces structures et l'existence d'un point unique (d'autres études ayant suggéré qu'il peut y en avoir plusieurs).
Enfin, il est possible que le point G corresponde tout simplement à une stimulation indirecte des structures internes du clitoris, qui entourent le vagin,. Dans ce cas, l'érogénéité du point G ne proviendrait pas directement du vagin, mais de la stimulation indirecte du clitoris.

## Physiologie
Une étude menée en France sur dix femmes a conclu que l'amplification du point G par injection d'acide hyaluronique chez des femmes se plaignant de dysfonction sexuelle féminine (DSF) augmentait leur nombre d'orgasmes de 40 à 50 %, avec une satisfaction de 70 % des patientes.
À partir des études anatomiques qui montrent que la partie interne du clitoris entoure le vagin,, la gynécologue Odile Buisson et Pierre Foldes réalisent en 2010 des échographies complètes et en 3D d’un coït, ce qui leur permet de repérer cette zone du corps du clitoris qui se moule sur la partie postérieure du vagin et du pénis lors de la pénétration. Cette étude (qui constitue une première mondiale) montre également la turgescence des bulbes vestibulaires entourant l'entrée du vagin. 
L’hypothèse la plus probable actuellement est que la stimulation de la zone dite du point G provoque à la fois une stimulation directe de la paroi antérieure du vagin, et surtout une stimulation indirecte des structures internes du clitoris, qui entourent le vagin. Les sensations érotiques intenses proviendraient ainsi de l'addition des différentes sensations vaginales associées aux sensations clitoridiennes internes. Néanmoins, des études complémentaires, qui comparent l'importance relative des différentes structures anatomiques impliquées, apparaissent nécessaires pour bien comprendre l'érogénéité du complexe clitorido-vaginal.

## Position sexuelle
Certaines positions sexuelles permettent une stimulation directe de cette zone en particulier si l'homme est derrière la femme lors du coït ou si, dans la position du missionnaire, elle pose ses jambes sur ses épaules. Mais comme cette zone est encore mal connue, la stimulation du point G jusqu'à l'orgasme reste partiellement empirique. Plusieurs facteurs seraient impliqués, tels le contexte social, l'attention et l'habileté du partenaire et les préférences personnelles.

## Histoire

### Apparition du terme
Le terme « point G » apparaît pour la première fois en 1981 par les chercheurs Addiego et Beverly Whipple, en référence au sexologue allemand Ernst Gräfenberg qui le premier considéra la sensibilité érotique de cette zone en 1950,. L'ouvrage décrit une zone dans le vagin répondant à la stimulation directe pour provoquer un orgasme chez certaines femmes. Le terme fut popularisé en 1982 dans le livre The G-Spot and Other Recent Discoveries about Human Sexuality publié par le Dr Patrick Dao, Alice Ladas et Beverly Whipple.

### Thèse de Gräfenberg
Dans ses travaux de 1950, Gräfenberg ne mentionne pas l'existence d'une zone vaginale orgasmique précise. Sa publication note simplement le comportement sexuel de certaines patientes qui s'introduisent des aiguilles à chapeau dans l'urètre pour se procurer des orgasmes. Il pense que l'urètre pourrait être une zone érogène occasionnelle mais ne pense pas à une zone orgasmique commune à toutes les femmes.

### Utilisation contemporaine du terme
Depuis le livre de 1982, la zone décrite est restée hypothétique pour le corps médical. Toutefois, l'existence du point G est largement envisagée dans le grand public, et des sexologues emploient parfois le terme.

### Analogie avec la prostate
Par analogie, la zone de la prostate masculine accessible au toucher est parfois qualifiée de « point G masculin » (ou point P). Cette zone est située sur la paroi antérieure du rectum (celle qui sépare la base de la verge de l’anus), près de l’urètre. Sa stimulation directe par massage prostatique est réputée procurer une forme d'orgasme différent de l'orgasme pénien.

## Représentation artistique
Une bande dessinée de Martin Veyron, L'amour propre ne le reste jamais très longtemps, met en scène les aventures d'un homme à la découverte du point G féminin.